# Tetracarpaeaceae
Classification APG III (2009)
Famille
Les Tétracarpaeacées sont une famille de plantes à fleurs dicotylédones de l'ordre des Saxifragales. Elle ne comprend qu'un seul genre, ne comportant lui-même qu'une seule espèce, Tetracarpaea tasmannica (de), qui est un arbuste originaire de Tasmanie.

## Étymologie
Le nom vient du genre type Tetracarpaea, dérivé du grec τετρα / tetra, quatre, et καρπός / carpos, fruit, en référence aux fruits dont les ovaires sont composées de quatre carpelles biens visibles et séparés. Quand il nomma la plante en 1840, le botaniste britannique écrivit : 

« Ce magnifique petit arbuste est tout à fait nouveau pour moi : mais bien qu'il diffère par certains caractères, à la fois du feuillage et de la fructification, de l'Ordre des Cunoniaceae, je pense qu'il peut y être référencé. Les 4 carpelles, qui ont suggéré le nom générique, sont parfaitement libres même dans l'état le plus précoce de l'ovaire.  William Jackson Hooker. »

## Classification
En classification classique de Cronquist (1981), cette famille n'existe pas.

## Liste des genres
Selon NCBI (28 avr. 2010), Angiosperm Phylogeny Website (28 avr. 2010) et DELTA Angio (28 avr. 2010) :
- genre Tetracarpaea (en)

## Liste des genres et espèces
Selon NCBI (28 avr. 2010) et Angiosperm Phylogeny Website (28 avr. 2010) :
- genre Tetracarpaea
  - Tetracarpaea tasmanica